# 巴腾贝格的弗朗茨·约瑟夫王子
弗朗茨·约瑟夫（Franz Joseph，1861年9月24日—1924年7月31日），出生于意大利王国帕多瓦。巴腾贝格王子。是黑森大公路德维希二世的孙子，亚历山大王子的幼子。在1896年被维多利亚女王授予巴斯勋章。